# Cloche de l'église de Givrezac
La cloche de l'église Saint-Blaise à Givrezac, une commune du département de la Charente-Maritime dans la région Nouvelle-Aquitaine en France, est une cloche de bronze datant de 1784. Elle a été classée monument historique au titre d'objet le 30 septembre 1911. 
La cloche est fondue par Turnaux.
Inscription : « DONNE PAR LES PAROISSIENS DE GIVREZAC 1784 TURNAUX M'A FAITE. BORDEAUX ».